# Liste der Botschafter der Vereinigten Staaten in Venezuela

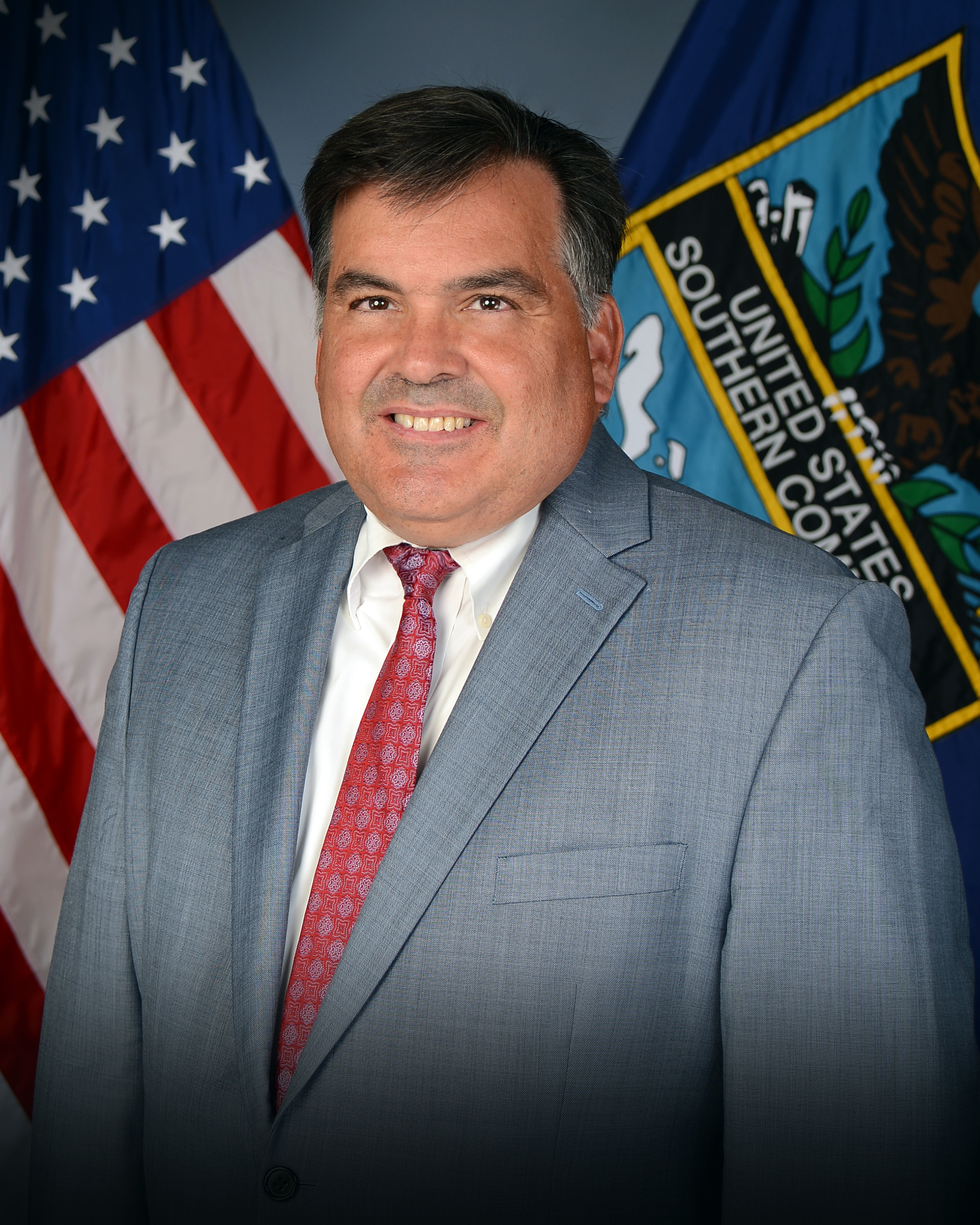
Francisco L. Palmieri

Der Botschafter der Vereinigten Staaten von Amerika in Venezuela ist der bevollmächtigte Botschafter der Vereinigten Staaten von Amerika in Venezuela. Die Titel des Botschafters waren:
- 1835–1854: Chargé d’Affaires
- 1854–1884: Minister Resident
- 1884–1888: Minister Resident/Consul General
- 1888–1939: Envoy Extraordinary and Minister Plenipotentiary
- 1939–dato: Ambassador Extraordinary and Plenipotentiary

## Botschafter
| Amtszeit  | Name                              | Bemerkungen                                         |
| --------- | --------------------------------- | --------------------------------------------------- |
| 1835–1840 | John Gustavus Adolphus Williamson | Starb in Venezuela                                  |
| 1841–1844 | Allen A. Hall                     |                                                     |
| 1844–1845 | Vespasian Ellis                   |                                                     |
| 1845–1850 | Benjamin Glover Shields           |                                                     |
| 1850–1853 | Isaac Nevitt Steele               |                                                     |
| 1854–1858 | Charles Eames                     |                                                     |
| 1858–1861 | Edward A. Turpin                  |                                                     |
|           | Henry Taylor Blow                 | Akkreditierte sich nicht                            |
| 1862–1866 | Erastus Dean Culver               |                                                     |
| 1866–1867 | James Wilson                      | Starb in Venezuela                                  |
| 1867–1868 | Thomas Neel Stilwell              |                                                     |
| 1869–1870 | James Rudolph Partridge           |                                                     |
| 1871–1874 | William Anderson Pile             |                                                     |
| 1874–1877 | Thomas Russell Jr.                | Von Venezuela ausgewiesen                           |
| 1878–1881 | Jehu Baker                        |                                                     |
| 1881–1882 | George W. Carter                  |                                                     |
| 1882–1885 | Jehu Baker                        |                                                     |
| 1885–1889 | Charles Lewis Scott               |                                                     |
| 1889–1892 | William Lindsay Scruggs           |                                                     |
| 1893–1894 | Frank Charles Partridge           |                                                     |
| 1894–1895 | Seneca Haselton                   |                                                     |
| 1895–1897 | Allen Thomas                      |                                                     |
| 1897–1901 | Francis Butler Loomis             | Von Venezuela ausgewiesen                           |
| 1901–1905 | Herbert Wolcott Bowen             | Venezuela-Krise fällt in seine Amtszeit             |
| 1905–1910 | William Worthington Russell       | Diplomatische Beziehungen 1908 bis 1909 eingefroren |
| 1911      | John Work Garrett                 |                                                     |
| 1912–1913 | Elliott Northcott                 |                                                     |
| 1913–1921 | Preston Buford McGoodwin          |                                                     |
| 1922–1929 | Willis Clifford Cook              |                                                     |
| 1930–1935 | George Thomas Summerlin           |                                                     |
| 1935–1938 | Meredith Nicholson                |                                                     |
| 1938–1939 | Antonio Cornelius Gonzalez        |                                                     |
| 1939–1947 | Francis Patrick Corrigan          |                                                     |
| 1947–1950 | Walter Joseph Donnelly            |                                                     |
| 1950–1951 | Norman Armour                     |                                                     |
| 1951–1956 | William Fletcher Warren           |                                                     |
| 1956–1957 | Dempster McIntosh                 |                                                     |
| 1958–1961 | Edward John Sparks                |                                                     |
| 1961      | Teodoro Moscoso                   |                                                     |
| 1962–1964 | Charles Allen Stewart             |                                                     |
| 1965–1969 | Maurice Marshall Bernbaum         |                                                     |
| 1970–1975 | Robert Mills McClintock           |                                                     |
| 1975–1976 | Harry Walter Shlaudeman           |                                                     |
| 1976–1978 | Viron Peter Vaky                  |                                                     |
| 1978–1982 | William Henry Luers               |                                                     |
| 1982–1985 | George Walter Landau              |                                                     |
| 1986–1989 | Otto Juan Reich                   |                                                     |
| 1989–1990 | Kenneth N. Skoug Jr.              | Chargé d’Affaires ad interim                        |
| 1990–1993 | Michael Martin Skol               |                                                     |
| 1993–1996 | Jeffrey S. Davidow                |                                                     |
| 1997–2000 | John F. Maisto                    |                                                     |
| 2000–2002 | Donna Jean Hrinak                 |                                                     |
| 2002–2004 | Charles S. Shapiro                |                                                     |
| 2004–2007 | William R. Brownfield             |                                                     |
| 2007–2010 | Patrick D. Duddy                  |                                                     |
| 2010–2011 | John Patrick Caulfield            | Chargé d’Affaires ad interim                        |
| 2011–2013 | James Michael Derham              | Chargé d’Affaires                                   |
| 2014–2017 | Lee McClenny                      | Chargé d’Affaires                                   |
| 2017–2018 | Todd D. Robinson                  | Chargé d’Affaires                                   |
| 2018–2023 | James B. Story                    | Bis 2020 Chargé d’Affaires                          |
| 2023–dato | Francisco L. Palmieri             | Chargé d’Affaires                                   |